# 佐藤雅一 (考古学者)
佐藤 雅一（さとう まさいち、1959年1月28日 - ）は、日本の考古学者。縄文研究者。新潟県津南町埋蔵文化財センター『うもれあ』準備室長。國學院大學兼任講師。三条市文化財保護審議会委員。NPOジョウモネス・ジャパン理事。雪国縄文文化の研究。津南郷土史家〈津南学を提唱〉。雪国観光圏雪国文化研究WG座長。

## 来歴
新潟県三条市出身。三条ジュニア考古学クラブを結成。加茂暁星高等学校を卒業。國學院大学文学部史学科を卒業。
新潟県教育委員会埋蔵文化財課嘱託。1994年、津南町職員教育委員会配属文化財専門員〈苗場山麓開発に伴う町内発掘調査を担当〉。2004年、津南町農と縄文の体験実習館なじょもん開館。2009年、教育委員会文化財班長。2013年、教育委員会文化財班長兼ジオパーク準備室室長。2014年12月22日、苗場山麓ジオパーク認定に尽力。2016年4月25日、日本遺産「なんだコレは！信濃川流域の火焔型土器と雪国の文化」認定。
2016年8月3日、秋篠宮ご一家が津南町を訪問〈自然や民俗、縄文文化を体験〉。2017年、長野県考古学会「藤森栄一賞」を受賞〈第42回〉。2024年、津南町埋蔵文化財センター準備室長。

## 受賞
- 『藤森栄一賞』長野県考古学会[22]

## 著書
- 『相吉遺跡』六一書房〈1995年3月〉
- 『本ノ木 ＜津南学叢書 第30輯＞』新潟県・津南町教育委員会〈2017年9月〉
- 『信濃川中流域における更新世末から完新世初頭の人類活動』2013『新潟考古　24号』[23][24]。
- 『先史考古学論集』
- 『隆起線文系土器群』2008年
- 『津南学叢書』津南町教育委員会〈2005年7月〉
- 『新潟県津南段丘における石器群研究の現状と展望』2002年
- 『新潟県における中期中葉から後葉の諸様相』1998年

## 論文・報告書
- 『新潟県卯ノ木泥炭層遺跡の発掘調査による縄文文化形成期の古環境と生業の研究』[25]。
- 『上原E遺跡』2018年[26]。
- 『本ノ木遺跡・卯ノ木南遺跡・家の上遺跡』2018年[27]。
- 『堂屋敷遺跡』2018年[28]。
- 『越那A遺跡』2017年[29]。
- 『本ノ木遺跡 第一次・第二次発掘調査報告書』2016年[30]。
- 『赤沢城跡』2016年[31]。
- 『上野スサキ遺跡』2016年[32]。
- 『胴抜原A遺跡』2014年[33]。
- 『諏訪前遺跡』2014年[34]。
- 『諏訪前北遺跡群』2014年[35]。
- 『諏訪前東A遺跡』[36]。
- 『本ノ木遺跡』2013年[37]。

- 『堂平遺跡』2011年[38]。
- 『北林A遺跡 北林C遺跡』2011年[39]。
- 『道尻手遺跡』2005年[40]。
- 『岡原A遺跡』2004年[41]。
- 『黒姫洞窟遺跡』2004年[42]。
- 『町内遺跡確認試掘調査報告書2』2003年[43]。
- 『別当遺跡群』2003年[44]。
- 『大原北遺跡群』佐藤雅一・新田康則 2002年[45]。
- 『正面中島遺跡』2002年[46]。
- 『下モ原III遺跡』2002年[47]。
- 『卯ノ木遺跡第2次調査報告書』1999年[48]。
- CiNi『津南町遺跡発掘調査概要報告書』 1996年[49]。
- 『神山遺跡群遺跡確認調査概要報告書』1997年[50]。